# Baiotis
Baiotis (altgriechisch Βαιῶτις Baiṓtis, wohl von βαιός baiós, deutsch ‚klein‘ und οὖς oús, deutsch ‚Ohr‘) ist ein Beiname der Aphrodite.
Aphrodite trug den Beinamen Baiotis bei den Einwohnern von Syrakus. Das Attribut spielte wohl auf ihre Anmut an, die sich in der Kleinheit ihrer Ohren zeigte.

## Quelle
- Hesychios von Alexandria s. v. Βαιῶτις.